# Gerald Masters
Gerald Masters, geboren als Gerald Watkiss (Wolverhampton, 17 februari 1955 - Shrewsbury, 5 februari 2007), was een Britse singer-songwriter, solo-artiest, muzikant, componist en producent.

## Carrière
Na het uitbrengen van vier albums, die allen werden geproduceerd door Tony Atkins, en als solist tussen 1977 en 1983, ging hij verder in de muziekbusiness als producent/songwriter bij Island Records en werkte hij met artiesten als Andy Gibb, Neville Staple en The Equators. Na dit werk werkte hij samen met Aziz Ibrahim (ex-Simply Red en The Stone Roses) en Paul Beard (James Blunt, Robbie Williams en Leona Lewis). In 2006 besloot Masters om alleen nog zijn eigen materiaal te schrijven en uit te brengen onder de naam Rescue Party, een samenwerking met co-writer en producent Gareth Rhys Jones.
Bovendien was Masters schrijver voor de televisie, met name met de compositie A Handful of Smarties, die werd uitgezonden in het Verenigd Koninkrijk. 

## Overlijden
Gerald Masters overleed in februari 2007 op bijna 52-jarige leeftijd.

## Discografie

### Singles
Als Flashman
- 1977: Tears (Pye Records)

Als Gerald Watkiss
- 1978: Hold On / If The Line Broke On My World (Pye Records)

Als Gerald Masters
- 1979: E.S.P. / Johnny Can't Work Any Faster (Pye Records)
- 1979: Falling / Purgatory and Paradise (Pye Records)
- 1980: Poor Little Rich Boy / Is It Me? (Handshake)
- 1981: I Love You So Badly / Too Many Dreams Were Broken (Handshake)
- 1983: In The Movies / Every Step That I Take (Metronome Records)
- 2013: Solidarność (AWAL)
- 2015: Change Your Heart (AWAL)
- 2016: Weakness in the Words (AWAL)
- 2017: Whose Planet (AWAL)

Als Bobby Perfect & the Good Guys
- 1983: Only Love Charlie Boy / Palace Stomp (Crown Records)

Als Mata
- 1983: On Your Bikes / Don't Look Now (Savoir Faire)

Als Rescue Party
- 2014: A Darkened Love (AWAL)

### Albums
Als Flashman
- 1977: Flashman (Pye Records/Vanguard Records)

Als Gerald Watkiss
- 1978: Purgatory and Paradise (Pye Records)

Als Gerald Masters
- 1980: Past Masters (Precision)
- 1981: Gerald Masters (Handshake)
- 1983: Music For A Living Room (Metronome Records)
- 2010: Dreamtime (AWAL)
- 2011: Strike A Light (AWAL)
- 2012: Terminal Life (AWAL)

Als Rescue Party
- 2006: Imaginary America (AWAL)